# Laval-sur-Luzège
 Laval-sur-Luzège  là một xã thuộc tỉnh Corrèze trong vùng Nouvelle-Aquitaine miền trung Pháp.